# Rinke Khanna
Rinke Khanna (née Rinkle Jatin Khanna le 27 juillet 1977) est une  actrice indienne,. Elle est la plus jeune fille de l'actrice Dimple Kapadia et de l'acteur Rajesh Khanna, sœur de Twinkle Khanna. Elle fait ses débuts au cinéma dans Pyaar Mein Kabhi Kabhi (en) (1999), en changeant son nom d'écran de Rinkle à Rinke. Dans Mujhe Kucch Kehna Hai (en), elle joue un second rôle. Elle fait ses débuts, en tamoul, dans le film Majunu (en) (2001). C'est notamment le seul film tamoul dans lequel elle a joué. Elle a joué également dans le film Chameli, en 2003. Elle épouse l'homme d'affaires Sameer Saran, le 8 février 2003 et vit au Royaume-Uni avec sa fille et son mari.